# Italochrysa sumatrana
Italochrysa sumatrana là một loài côn trùng trong họ Chrysopidae thuộc bộ Neuroptera. Loài này được Albarda miêu tả năm 1881.